# Combat du Mas de Cauvi
Guerre des Cévennes
Batailles
- 1er Plan de Fontmort
- Champdomergue
- Témélac
- Lézan
- Calvisson
- Mas de Cauvi
- Mas de Gaffarel
- 1re Vagnas
- 2e Vagnas
- Maruéjols-lès-Gardon
- Mas de Serrières
- Pompignan
- Vézénobres
- Villesèque
- Tour de Billot
- Crespenou
- Lussan
- 1re Nages
- Vergèze
- Gavernes
- La Madeleine
- Pont-de-Vallongue
- Martignargues
- 2e Nages
- 2e Plan de Fontmort

Le combat du Mas de Cauvi se déroule en 1702, pendant la guerre des Cévennes. Les camisards de Cavalier mettent en déroute les troupes du Gouverneur d'Alès M. d'Aiguines au mas de Cauvi sur l'actuelle commune de Saint-Christol-lez-Alès.

## Contexte
Depuis juillet 1702, la guerre des Cévennes a commencé. Ce sont principalement des affrontements, escarmouches, embuscades et actes de guérilla qui opposent les troupes royales aux Camisards. Dans la nuit du 23 au 24 décembre, Jean Cavalier et ses partisans brûlent l'église de Saint-Privat-des-Vieux au nord-est d'Alès. Les Camisards se réfugient le lendemain à l'aube dans une plaine à proximité du Mas de Cauvi (ou de Cauvy), au sud d'Alès. Cavalier compte y tenir une assemblée religieuse pour les protestants de la région.

## Bataille
Alerté par les lueurs de l'incendie de l'église de Saint-Privat et désireux d'interdire le rassemblement religieux, Monsieur d'Aiguines, Gouverneur d'Alès, décide de se lancer contre Cavalier et ses partisans. Il organise une milice de bourgeois de la ville encadrée par un détachement de dragons. La troupe compte au total près d'un demi-millier d'hommes. Alors qu'elle s'élance pour faire les cinq kilomètres qui les séparent du mas de Cauvi, une cinquantaine de gentilshommes décident d'aller au devant pour en découdre.
Jean cavalier, tenu au courant des intentions de M. d'Aiguines, organise ses soldats au nombre d'une soixantaine. Secondé par Esperandieu, il place ses meilleurs tireurs derrière une petite butte pour les attendre, l'essentiel de la troupe se tenant plus loin, bien en vue.
La cavalerie des gentilshommes, sans attendre les troupes à pied, se décide à charger. Ils sont immédiatement arrêtés par les tireurs embusqués. L'aide de camp du Gouverneur est tué, le cheval du commandant de la cavalerie abattu dès les premières salves. Les cavaliers, surpris, fuient alors, bousculant les troupes à pied. Les forces de M. d'Aiguines se replient dans le désordre, qui au château de Montmoirac, qui vers celui d'Alais.

## Conséquences
Les pertes des troupes royales sont peu nombreuses, mais les partisans de Cavalier y voient clairement un signe positif pour leur combat. Le lendemain Jean Cavalier est élu chef de la troupe.